# شيبا جيتز
شيبا جيتز (بالإنجليزية: Chiba Jets)‏ هو فريق كرة سلة ياباني يقع في تشيبا.

## وصلات خارجية
الموقع الإلكتروني